# Pozice Země ve vesmíru

Diagram naší pozice ve Vesmíru.

Lidské znalosti pozice Země ve vesmíru se zlepšily díky 400 rokům pozorování pomocí teleskopů, a v posledním století se značně zvětšily. Zpočátku se věřilo, že je Země středem vesmíru, který se skládal pouze z planet viditelných pouhým okem (tj. všechny kromě Neptunu a Uranu) Po přijetí heliocentrismu v 17. století se díky pozorování Williamem Herschelem a jiných dokázalo, že naše Slunce leží ve velkém disku, galaxii, ve kterém jsou hvězdy ne nepodobné našemu Slunci. Do 20. století se dokázalo pomocí pozorování spirálních galaxií, že naše galaxie je jen jedna z miliard jiných v rozpínajícím se vesmíru, kde jsou galaxie seskupeny do kup galaxií a ty posléze do nadkup. Kolem 21. století se celková struktura viditelného vesmíru stávala čistší, když se nadkupy formovaly do velkých síťovitých vláken, mezi kterými vzniká prázdný prostor. Nadkupy, vlákna a prázdný prostor jsou nejspíše největší souvislé struktury, které ve vesmíru existují. Ve velkém měřítku (přes 1 000 megaparseků) se vesmír stává homogenní v tom smyslu, že všechny jeho části mají průměrně stejnou hustotu, složení a strukturu. V tomto měřítku se stává otázka ohledně pozice Země bezvýznamnou, a je tady podle několika teorií možnost existence mnohovesmíru.
| Země ve vesmíru                | Země ve vesmíru                                           | Země ve vesmíru | Země ve vesmíru |
| Objekt                         | Velikost                                                  | Poznámky | Zdroj           |
| ------------------------------ | --------------------------------------------------------- | --- | --------------- |
| Země                           | 12 700 km v průměru                                       | Naše planeta. | [ 1 ]           |
| Zemská magnetosféra            | 63 000 km směrem ke Slunci; 6 300 000 km směrem od Slunce | Prostor, kde dominuje Magnetické pole Země. | [ 2 ]           |
| Velká poloosa dráhy Měsíce     | 384 400 km poloměr                                        | Průměrná vzdálenost Měsíce od Země. | [ 3 ]           |
| Velká poloosa dráhy Země       | 150 milionů km poloměr 1 AU                               | Průměrná vzdálenost Země od Slunce. Obsahuje Slunce, Merkur a Venuši. | [ 4 ]           |
| Vnitřní část sluneční soustavy | 6,6 AU napříč                                             | Obsahuje Slunce, vnitřní planety a pás asteroidů. | [ 5 ]           |
| Vnější část sluneční soustavy  | 60 AU napříč                                              | Obsahuje vnější planety. | [ 6 ]           |
| Kuiperův pás                   | 96 AU napříč                                              | Přesahuje vnější část sluneční soustavy | [ 7 ]           |
| Heliosféra                     | 160 AU napříč                                             | Největší dosah slunečního větru a meziplanetární hmoty. | [ 8 ] [ 9 ]     |
| Rozptýlený disk                | 200 AU napříč                                             | Obsahuje ledové objekty přesahující Kuiperův pás a trpasličí planetu, přesněji plutoid, Eris.                                                                                               | [ 10 ]          |
| Oortův oblak                   | 100 000-200 000 AU napříč 2-4 ly                          | Skořápkovitá oblast bilionů komet. | [ 11 ]          |
| Sluneční soustava              | 4 ly napříč                                               | Náš domovský planetární systém. Překročením této vzdálenosti na vás gravitačně působí více jiné hvězdy než Slunce.                                                                          | [ 12 ]          |
| Místní mezihvězdný oblak       | 30 ly napříč                                              | Mezihvězdný oblak, kterým v tuto dobu putuje Slunce a okolní hvězdy. | [ 13 ]          |
| Místní bublina                 | 210-815 ly napříč                                         | Dutina v mezihvězdném prostředí ve které v tuto dobu putuje Slunce a značné množství dalších hvězd. Vznikla v minulosti díky supernově.                                                     | [ 14 ] [ 15 ]   |
| Gouldův pás                    | 3 000 ly napříč                                           | Prstenec mladých hvězd, kterým v tuto dobu putuje Slunce. | [ 16 ]          |
| Rameno Orion                   | 10 000 ly dlouhé                                          | Spirální rameno galaxie Mléčná dráha, kterým v tuto dobu putuje Slunce. | [ 17 ]          |
| Velká poloosa dráhy Slunce     | 28 000 ly poloměr                                         | Průměrná vzdálenost Slunce od jádra Galaxie. Doba oběhu je cca 225 až 250 milionů let. | [ 18 ] [ 19 ]   |
| Galaxie Mléčná dráha           | 100 000 ly napříč                                         | Naše domovská galaxie, složená z 200 - 400 miliard hvězd a je vyplněna mezihvězdným prostředím.                                                                                             | [ 20 ] [ 21 ]   |
| Místní podskupina galaxií      | 1,64 milionu ly napříč 0,5 megaparsek                     | Mléčná dráha a trpasličí galaxie, které jsou s ní gravitačně svázané. | [ 22 ] [ 23 ]   |
| Místní skupina galaxií         | 3 Mpc napříč                                              | Skupina, která se skládá z alespoň 47 galaxií. Dominují Galaxie v Andromedě (největší), Galaxie Mléčná dráha a Galaxie v Trojúhelníku.                                                      | [ 24 ]          |
| Místní nadkupa galaxií         | 33 Mpc napříč                                             | Nadkupa, ve které se nachází naše galaxie. Obsahuje zhruba 100 skupin a kup galaxií. | [ 25 ] [ 26 ]   |
| Místní komplex nadkup galaxií  | 300 Mpc napříč                                            | Vlákno galaxií, do něhož patří i naše galaxie. | [ 27 ]          |
| Viditelný vesmír               | 28 000 Mpc napříč                                         | Část vesmíru, která je pro nás viditelná. Obsahuje více než 100 miliard galaxií, které jsou seskupeny do milionů nadkup, vláken a prázdného prostoru, čímž vytváří strukturu podobnou pěně. | [ 28 ] [ 29 ]   |
| Vesmír                         | Minimálně 28 000 Mpc, možná nekonečno                     | Vše. |                 |